# ربات کمیونیکیشنز
ربات کمیونیکیشنز (株式会社ロボット Kabushikigaisha Robotto) یک شرکت تولیدی ژاپنی است که در ۳ ژوئن ۱۹۸۶ توسط شوجی آبه تأسیس شد و مقر آن در توکیو قرار دارد. این شرکت در سال ۲۰۰۸ جایزه اسکار بهترین پویانمایی کوتاه را برای فیلم خانه مکعب‌های کوچک برنده شد.